# Bruno Hildebrand
Bruno Hildebrand (6 de marzo de 1812 – 29 de enero de 1878) fue un economista alemán que representó la "vieja" escuela histórica de economía. Su pensamiento económico era altamente crítico hacia los economistas clásicos, especialmente de David Ricardo. Su obra maestra fue Economía del Presente y el Futuro (1848). El objetivo básico de este trabajo era establecer las leyes del desarrollo económico. Hildebrand también declaró que el desarrollo económico era lineal y no cíclico. Apoyó la teoría socialista sobre la base de la religión, la moral básica, y sus creencias del efecto negativo de la propiedad en el comportamiento económico.
Un profesor de economía de la Universidad de Marburgo lo acusó de alta traición con respecto al disturbio de 1848 y fue condenado a muerte. Evitó la ejecución de esta sentencia al huir a Suiza, donde sirvió como profesor asociado en la Universidad de Zúrich. Junto con Alfred Escher fue cofundador y CEO del Ferrocarril Nororiental suizo y también fue fundador de la Agencia Nacional Suiza/ Oficina Federal de Estadística de Suiza. Hildebrand también creó y dirigió la publicación 'Jahrbücher für Nationalökonomie und Statistik'; siéndole concedida la ciudadanía honoraria Suiza por sus contribuciones. Fue profesor en la Universidad de Berna. Luego, Hildebrand regresó a Alemania, donde fue profesor en la Universidad de Jena.
Su hijo fue el artista y escultor Adolf von Hildebrand. Su nieto fue el filósofo católico Dietrich von Hildebrand. Su bisnieto es el dirigente medioambiental Martin von Hildebrand.

## Libro
- The Soul of A Lion: Dietrich von Hildebrand. Ignatius Press. 2000. ISBN 0-89870-801-X.

Dictionnaire historique de la Suisse: Ciencias écconomiques
http://www.hls-dhs-dss.ch/textes/f/f8263.php